# Mệnh đề quan hệ
Mệnh đề quan hệ (Relative clause) là một mệnh đề phụ được dùng để bổ nghĩa cho danh từ (noun) hoặc cụm danh từ (noun phrase) đứng trước nó.
Ví dụ như câu "the man who wasn't there" (Người đàn ông mà đã không có mặt ở đó), the man ở đây là danh từ và nó được bổ nghĩa bởi mệnh đề quan hệ who wasn't there. Mệnh đề quan hệ còn có thể bổ nghĩa cho đại từ như trong câu "he to whom I have written" (Anh ta, người mà tôi viết thư đến), hoặc một cụm danh từ mà nó bao gồm từ bổ nghĩa, như câu "the black panther which is hiding in the tree" (Con báo đen mà đang ẩn trong cái cây đó). Mệnh đề quan hệ thường được nối với mệnh đề chính bằng các đại từ quan hệ (relative pronouns) who, whom, which, whose, that.
Trong phần lớn ngôn ngữ châu Âu, mệnh đề quan hệ được cấu tạo bởi lớp nghĩa đặc biệt của đại từ gọi là đại từ quan hệ (relative pronouns); ở các ví dụ trên, các từ who, which, whom là các đại từ quan hệ. Trong một số ngôn ngữ khác, mệnh đề quan hệ có thể khác nhau rõ rệt: họ gọi các liên từ với lớp nghĩa đặc biệt này là relativizers.